# 안정복
안정복(安鼎福, 1712년 12월 25일~1791년 7월 20일)은 조선의 중추원 가선대부 겸 동지중추부사 등을 지낸 조선 후기의 실학자, 성리학자, 작가, 역사가, 수필가이다. 본관은 경기도 광주(廣州)이며, 자는 백순(百順), 호는 순암(順庵)·한산병은(漢山病隱)·우이자(虞夷子)·영장산객(靈長山客)·우이(虞夷)·상헌(橡軒)이다.

## 주요 이력
성호 이익(李瀷)의 문인으로서 스승의 문하에서 나온 뒤에도 계속 이익과 연락을 주고받으며 그의 지도를 받았다. 《성호사설》을 해석, 일부 수정한 《성호사설유선》을 편찬하였다. 여러 가지 지식을 담은 《잡동산이 雜同散異》는 잡동사니라는 단어의 어원이 되기도 했다.
역사가이고 실학자이지만 성리학자이기도 하여 1767년(영조 43년)에는 왕명으로 《주자대전》과 《주자어류》의 어려운 구문을 해석, 번역하는 작업을 하기도 했다. 1775년 세손익위사 익찬으로 세손(정조)를 보도할 때는 퇴계이황과 율곡이이를 비교하는 질문에 이이는 스스로 자득하였고, 이황이 선현의 뜻을 계승하였으니 이황을 정통으로 본다고 평하기도 했다.
노인직으로 통정대부 첨지중추부사와 가선대부 동지중추부사를 받았고, 정조 즉위 후 남인을 중용하였으나 스스로 관직을 사양하였다. 그 뒤 특명으로 광성군(廣成君)에 봉작되었다. 1790년 이후 천주교가 보급되면서 남인내에서도 천주교도가 퍼지자, 이를 경계하고 비판하였다. 《동사강목》과 계갑일록의 저자이자 발해사를 한국사 일부로 보았다. 사후 천주교 비판의 공로로 자헌대부 광성군(廣成君)에 추증되었다. 정조의 세손 시절 스승 중의 한 사람이다. 제천 태생이다.

## 생애

### 생애 초반

#### 출생과 가계
1712년(숙종 38) 12월 25일 예조참의 안서우(安瑞雨)의 손자이고, 오위도총부 부총관을 지낸 안극(安極)과 어머니는 효령대군 보의 후손 이익령(李益齡)의 딸 전주이씨(全州李氏)의 아들로 태어났다. 충청북도 제천 유원(楡院)에서 태어났다. 이때 친할아버지 안서우는 한성부 청파리(靑坡里)에 세들어 살고 있었다. 그러나 1717년(숙종 43) 외할머니상을 당하여 어머니를 따라 외가인 전라남도 영광군 월산(月山)의 농장에 내려가 생활하다가 1719년 할아버지 안서우가 한성부에서 벼슬을 하게 됨에 따라, 남대문 밖 남정동(藍井洞)으로 귀경하였다.
6대조 안황은 덕흥대원군 초의 사위로 선조의 매부가 되었으며, 호성공신으로 가선대부돈녕부도정을 지내고 사후 증 형조판서 광양군(廣陽君)에 추증되었다. 그러나 그의 가계는 후일 남인에 가담하고, 그가 태어날 당시 세력을 잃은 남인으로서 기호(畿湖) 간에 전전하면서 가난하게 생활하던 광주 안씨였다. 고조부 안시성(安時聖)은 현감을 지냈고, 증조부 안신행(安信行)은 종8품의 빙고별검(氷庫別檢)이었으며 사후 증 통훈대부 사복시정에 추증되었다. 안시성의 다른 아들 안건행(安健行)은 동지중추부사였는데, 안건행의 아들 안서우는 백부 안신행의 양자가 된다. 할아버지 안서우의 대에 예조참의까지 역임했으나 경신대출척과 갑술옥사로 몰락하고 말았다. 조부 안서우는 사후 증 예조참판에 증직되었다. 아버지 안극은 종2품의 오위도총부 부총관에 이르렀지만 이는 명예직이었다. 아버지 안극은 사후 증 호조참판에 추증되고 광평군(廣平君)에 추봉되었다.
어머니 전주이씨는 학문적 소양이 있는 여성이었는데, 후일 안정복은 어머니 증 정부인(贈貞夫人) 이씨가 역사에 대한 식견이 깊었다는 회고를 남겼다.

#### 유년기와 소년기
유년 시절에는 하급 관리이던 조부를 따라서 여러 곳에서 보냈고, 1726년(영조 2)부터 무주에 복거하던 그의 일가는 1735년 할아버지 안서우가 사망하자 1736년(영조 12) 25세 때 선영이 있는 광주군 경안면(慶安面) 덕곡리(德谷里)에 정착하였다. 그 뒤 중년 이후에는 경기도 광주 덕곡(德谷)에 정착하여 순암(順菴)이라는 서실을 짓고 일생을 마쳤다.
그는 어려서부터 기억력, 암기력이 뛰어났는데 할아버지의 잦은 관직 이동과 아버지 안극의 입지에 따라 오랜 동안 정주지가 일정하지도 않은 환경이었다. 10세 때 ≪ 소학 ≫ 에 입문할 수 있었다. 그 뒤 일정한 스승이나 사문(師門)도 없이 학문을 시작했다. 그러나 경학(經學)은 물론, 역사·천문·지리·의약 등에 걸쳐 폭넓고 다양한 지식을 습득하였다. 그러나 갑술환국과 1701년 장희빈의 옥사로 남인은 몰락하였으며, 청소년기 시절이던 1728년 이인좌의 난으로 남인 대다수가 중앙정계에서 숙청되었으므로, 그는 일찍이 관직을 단념하고 과거에는 단 한번도 응시하지 않았다.
그는 어릴 때부터 병이 많았는데 이는 그의 활동에 제약을 주었다. 또한 관직 욕심이 없던 아버지 덕에 가세는 빈한하여 한때 종답(宗沓)을 팔지 않으면 안될 정도로 생활이 어려웠던 것으로 알려졌다. 그가 팔아버린 종답을 다시 사기 위해 노비와 함께 숯을 굽기까지 하였고, 결국 종중의 종답을 되찾게 된다.

### 학문연구와 저술, 연구 활동

#### 실학, 성리학 수학
남인 성리학의 종통을 이은 인물이며 실학의 대가이기도 한 성호 이익을 찾아가 글과 학문을 배웠다. 이익은 실학자이면서도 성리학지식도 해박하였는데, 허목으로부터 이어지는 남인 학통의 종주로 평가받는 인물이기도 하다. 그로부터 남인계 성리학을 수학한다. 이익의 문하에 출입하면서 신후담, 윤동규 (尹東奎), 이병휴(李秉休) 등을 만나 교분을 쌓기도 했다.
안정복이 광주에 정착하게 된 것은 그의 학문에 한 전환의 계기가 되었다. 그것은 다시 경세치용학파의 대종(大宗)인 성호 이익이 광주에 살고 있어서 안정복은 성호의 문하에 갈 수 있었고, 따라서 일생 동안 성호에게 사사하면서 그의 학풍을 계승한 사람이 되었기 때문이다.
그는 본래 주자의 학설을 신봉하면서 그것에 의한 실천궁행에 힘쓸 뿐 새로운 것을 추구하기를 즐기지 않아 학문적 태도에 있어서 사제간에 대비를 보여준다. 그러나 사관 및 사론은 성호의 것을 그대로 받아들여 이를 전반적으로 계승하였다. 그리하여 조선 역사의 독자성에 입각한 역사 발전 주류의 계통화는 조선 역사의 체계적 파악 가능성을 높였다. 이익의 문하에 들어가서 공부하면서부터는 학문의 목표를 경세치용(經世致用)에 두고 이를 위해서 진력하였다. 이에 따라 그는 현장을 돌아다니기도 했고, 변복하고 민심의 동태를 직접 체험하기도 했다.
광주 덕안에 순암(順菴)이라는 서실을 짓고 문하생들을 양성한다. 그러나 많이 양성하지 못했고, 이기양(李基讓), 이가환(李家煥), 황덕일 (黃德壹), 황덕길 (黃德吉) 등이 배출되었다. 그 중 이가환과 권철신(權哲身)과 권일신 형제가 그의 문하에서 이름이 있었는데 권일신은 후에 그의 사위가 된다.

#### 저술 활동
1737년 요,순,우 삼대 문화의 정통설을 기본으로 한 ≪치통도 治統圖≫를 저술하였고, 그해 사서 육경(四書六經)의 학문을 진리로 하는 ≪도통도 道統圖≫를 저술, 출간하였다. 1738년에는 ≪치현보 治縣譜≫를 저술했으며, 이어 향약인 ≪향사법 鄕社法≫ 을 지었다.
1740년 초기 학문적 완성인 ≪하학지남 下學持南≫ 상 · 하권을 저술하였다. 한편 중국 고대의 이상적인 토지제도를 해설한 ≪정전설 井田說≫ 을 내 놓았고, 1741년에는 주자의 사상을 모방한 ≪내범 內範≫ 을 짓기도 하였다. 1744년에는 유형원(柳馨遠)의 저서 ≪반계수록 磻溪隨錄≫ 을 입수하였다. 이는 유형원의 사상을 계승하는 학자들과 두루 교류하여 1775년에는 그들과 함께 유형원의 연보와 행장인 〈반계연보 磻溪年譜〉를 찬하였다.

#### 동사강목 집필
그는 오랫동안 《동사강목》을 편찬하며 스승인 성호 이익의 지도와 감수를 받았다. 스승인 이익은 거침없이 조언하는 한편으로 청나라로 파견되는 사절단이 있으면 지인들을 통해 자료를 구하기도 했고, 주변의 지인과 측근, 다른 문인들을 통해서도 자료들을 입수하여 그에게 내주곤 하였다.
그는 가학(家學)을 기본으로 경사(經史) 이외에도 다양한 독서를 탐독하였는데, 음양(陰陽), 성력(星曆), 의약(醫藥), 복서 (卜筮), 무속 등에도 두루 지식이 있었고, 손자(孫子), 오자(吳子) 등의 병서, 한비자, 이사, 상앙 등의 법가, 불교, 노자(老子) 등의 노장 사상, 그리고 패승(稗乘), 소설 등에 이르기까지 다방면의 책을 탐독하였다. 그는 또 역학에도 조예가 깊어 사주나 관상도 더러 봐주었는데, 이 때문에 방술가(方術家)라는 비칭을 듣자 스승 이익(李瀷)으로부터 중단하라는 경고와 이름을 바꾸라는 조언을 듣기도 하였다.
《동사강목》 등을 저술하여 과거의 역사와 지리학을 비판하고, 신라 역사의 정통성과 자주성을 강조했다. 또한 천주교에 대해서도 비판적인 태도를 취하여 당시 학자들이 천주교에 관심을 보이는 것에 경고하였다. 성호의 대표적 저서인 《성호사설》을 수정 가필 하고 요령 있게 정선한 《성호사설유선》이라는 대작을 편찬하기도 하였다.
관직에 뜻을 두지 않고 학문 연구와 사료 연구, 후학 양성과 집필에 몰두하였다.

#### 관료 생활
그는 이익의 문하에 출입하며 학문연구를 계속했고, 후학 양성에도 노력하였다. 그러나 그는 각지를 돌아다니며 연구에 전력하였으므로 문하생은 그리 많지 않았다. 그 뒤 계속 출사하라는 주변의 권고를 무시하던 중 1749년 결국 문음(門蔭)으로 출사하여 만령전참봉(萬寧殿參奉)에 천거되어 관직에 나갔다.
1750년 의영고봉사(義盈庫奉事)가 되고, 1752년에는 귀후서별제(歸厚署別提)를 역임하였다. 1753년 사헌부감찰에 이르렀으나 부친의 사망과 건강 악화로 벼슬을 그만두었다. 고향으로 돌아온 그는 그 동안 준비해온 저술들을 정리하여 1753년 퇴계 이황의 학문적 치적을 설명한 스승 이익의 저술인 ≪도동록 道東錄≫ 을 ≪이자수어 李子粹語≫ 로 개칭해 편집하였다. 1756년 향약인 〈이리동약 二里洞約〉 을 짓고, 1757년 향약을 바탕으로 ≪임관정요 臨官政要≫를 저술하였다. 이후 복직하여 사헌부감찰, 세자익위사익찬(世自翊衛司翊贊) 등을 역임하고 세자시강원에 배치되었다.
1767년에는 ≪열조통기 列朝通紀≫를 간행하였다. 세자시강원에 재직 중인 1767년(영조 43년)에는 왕명으로 이관(李灌)·한용화(韓用和)·박사형(朴師亨)·이겸진(李謙鎭)·심정진(沈定鎭)·임정주(任靖周) 등과 함께 《주자대전》과 《주자어류》의 장구(章句)를 정하고 의심스런 뜻을 해석하여 풀이하였다.

### 생애 후반

#### 세손 사부와 지방관
1772년 세손익위사익찬(翊贊), 위솔(衛率)이 되어 세손(뒷날의 정조)의 교육을 담당하였다. 1775년 세손익위사 위솔로 세손(정조)를 보도할 때는 퇴계이황과 율곡이이를 비교하는 질문에 이이는 스스로 자득하였고, 이황이 선현의 뜻을 계승하였으니 이황을 정통으로 본다고 평하기도 했다.
율곡 이이(李珥)의 학설은 참신하기는 하지만 자득(自得)이 많고, 퇴계 이황(李滉)은 전현(前賢)의 학설을 존중해주는 근본이 있으므로 당연히 이황의 학설을 따르는 것입니다.

그해 65세 때에 외직인 목천현감(木川縣監)으로 나갔다. 3년 뒤 지방관의 임기를 마친 뒤 관직에서 물러났다. 그 뒤 다시 부름을 받아 돈녕부주부(敦寧府主簿), 의빈부도사(義貧府都事), 세자익위사익찬(世子翊衛司翊贊)을 역임하였다. 그 뒤 관직에서 물러나 고향 덕곡리에 선영이 있는 영장산(靈長山) 아래 여택재(麗澤齋)라는 청사(廳舍)를 지어 춘추로 제사를 지내고 후학 양성에 힘을 쏟았다.
그 뒤 노인직으로 통정대부 첨지중추부사가 제수되었고, 이듬해 다시 가선대부 동지중추부사로 승진하였다. 나이가 들어서도 80세의 나이로 죽을 때까지 학문연구와 할 수신과 제가, 치인 등 선비로서 갖추어야 몸가짐을 게을리하지 않고 늘 스스로를 경계하였다.

#### 천주교에 대한 공격
성리학이나 실학 외에도 도교와 노장 사상까지도 두루 수용하였다. 그러나 천주교만큼은 이단사상(異端思想)으로 간주하여 배척에 앞장섰다. 양반과 상민의 존재를 부정하고, 천당과 지옥이라고 하는 것을 들먹이며 눈에 보이지 않는 거짓으로 사람들을 속인다는 것이 그가 천주교를 비난하는 이유였다. 천주교의 전파가 평민과 노비 외에도 사대부가의 여성들에게까지 전파되는 등 사회문제가 되자 그는 1785년(정조 9) 《천학고 天學考》와 《천학문답 天學問答》을 저술하여 정조에게 바쳤다. 《천학고》와 《천학문답》에서 그는 천주교의 내세관(來世觀)이 지닌 현실부정에 대해 조목조목 지적, 비판하였다.
제자이면서 사돈인 권철신과 사위이자 권철신의 동생인 권일신(權日身)이 천주교에 호의를 보이자 이들에게 수많은 서찰을 보내 천주교에 빠지지 말 것을 촉구하기도 했다. 그에게 천국과 지옥의 존재와 양반 상민의 계급을 부정하는 것은 곧 일체의 반질서적인 사상으로 간주되었다. 실학사상은 인정되지 않았으나 천주교에 대해 적대적이었던 것만큼은 정주학으로 재무장한 노론 벽파 정권에서도 그대로 받아들여졌다.

#### 만년
1776년 정조 즉위 후 남인을 중용하던 정책을 펴던 정조의 배려로 입궐하여 세상을 태평하게 하는 것은 경세에 있다고 한 뒤 물러났다. 이후 정조는 그에게 출사의 뜻을 전했으나 고향에서 학문 연구에 전념하겠다며 모두 사양하였다. 1784년 정조의 명령으로 서용의 령이 내려졌고, 그 뒤 특별 명령으로 광성군(廣成君)에 봉작되었다. 1784년 9월 미천서원(眉泉書院)의 유생들이 와서 서원 부원장직을 맡아줄 것을 청하자, 여러 번 사양하다가 미천서원 부원장직을 수락했다.
그 뒤 천주교가 보급되면서 남인 내에 천주교 신봉자들이 나타나자 이를 경계하고, 비판하였다. 1789년 1월 통정대부에 임명, 4월 미천서원 부원장직을 사퇴하고, 그해 8월 첨지중추부사가 되었다. 1790년 이후 천주교가 확산되자 사후 세계라는 이름으로 사람들을 혹세무민한다며 비판한다. 1790년 6월 가선대부로 승진, 7월에는 동지중추부사로 임명되고, 특별히 광성군이 되었다. 그의 6대조가 선조 때의 호성공신(扈聖功臣)에 훈봉(勳封)되었으므로 이를 습봉한 것인데, 정조는 날씨가 무덥다는 이유로 감사인사를 하지 말도록 특명을 내렸다.
저서로는 《순암집》, 《성호사설유선》, 《상헌수필》, 《홍범연의》, 《가례집해》, 《천학고》, 《천학문답》, 《희현록》, 소설 《여용국전》(女容國傳) 등이 있다. 1791년 7월 20일 광주 덕곡 자택에서 조용히 사망하였다. 7월 23일 정조는 특명을 내려 그에게 부의(賻儀)를 내려주었다. 향년 80세였다.

### 사후
경기도 광주군 경안면 중대리(현, 광주시 중대동 197-19번지)에 매장되었다. 그의 묘 아래에는 양증조부 안신행(安信行), 손자 안철중과 진천송씨 내외와 안철중의 후처 전주이씨의 묘소가 아래에 있다. 묘소로 올라가는 입구에는 그가 학생들을 가르쳤던 이택재 건물과, 21세기 초 타지에서 옮겨온 그의 선조들의 신도비 등이 소재해 있다.
정조는 그의 죽음을 애석히 여겨 특별히 부의를 추가하고 사람을 보내 조문하였다. 그는 천주교에 비판적이었던 까닭에 1791년의 윤지충, 권상연의 위패 소각 사건 때와 1801년 남인 천주교신봉자들을 처형할 때 화를 면했다.
1791년에는 이승훈의 사건에 연루되어 사위 권일신(權日身)이 공초를 받기도 했다.
시골에서 올라올 때 동생이 중도에 마중 나와서 대략 홍낙안과 목만중 두 사람의 일을 알려주어 이로써 알았습니다만, 저와 저의 장인인 고 동지중추부사 안정복(安鼎福)이 서로 사이가 어긋났다는 말은 모두 시속의 부박한 자들이 만들어낸 것입니다. 《천주문답(天主問答)》 한 가지 일로 말하더라도 장인이 분명히 이 책을 지었으나, 그와 더불어 강론할 때 입론(立論)이 준엄하지 못해 인심을 격려하고 경계시킬 수 없다고 말을 주고 받은 일이 있으니, 제가 이 학술을 위하지 않았음을 미루어 알 수 있을 것입니다.

제 자식이 외조부의 상을 당했을 때 장례에 참여하지 않은 것으로 말하면, 그때 마침 제가 중병에 걸려 사경(死境)에 처했기 때문에, 힘을 다해 구호하느라 다른 것을 돌볼 겨를이 없어 가서 참여하지 못했던 것입니다. 그러나 초상 때에는 두 아들이 모두 가서 호상(護喪)하였고, 또 장사지낸 뒤에도 계속 왕래를 하였으니, 이로써 애초부터 서로 어긋난 일이 없었다는 것을 알 수 있을 것입니다.

권일신은 이승훈에 관련되어 일곱 번의 공초, 형문을 당했다. 그 뒤 사형은 면하고 위리 안치(圍籬安置)된다. 그의 장례식에 사위 권일신(權日身)과 외손자들이 방문하지 않아 시중의 논란거리가 되었다.
1801년(순조 1년) 사헌부장령 정한(鄭瀚)이 서학 배척의 공로를 들어 그를 포상할 것을 상소, 그해 9월 20일 천주교 탄압에 앞장선 노론 벽파(僻派)로부터 천주교 비판의 공을 인정받아, 순조의 특명으로 증 자헌대부(資憲大夫) 의정부 좌참찬(議政府左參贊) 겸 지의금부사 오위도총부도총관(知義禁府事 五衛都摠府都摠管) 광성군(廣成君)으로 추증되었다. 1871년(고종 8년) 3월 6일에는 '문숙(文肅)'이라는 시호가 내려졌다. 널리 듣고 많이 본 것을 문(文)이라 하고 자신을 바르게 하여 아랫사람을 거느리는 것을 숙(肅)이라 하여(博聞多見曰文。正己攝下曰肅), 시호는 문숙으로 정해졌다.

## 경력
- 1712년(숙종 38년) 12월 25일, 충청도 제천(堤川)에서 태어남[6]
- 1729년(영조 5년, 18세) 10월, 성순(成純)의 딸 창녕 성씨(成氏)와 혼인
- 1746년(영조 22년, 35세) 10월, 성호 이익을 뵙고 스승으로 섬김
- 1749년(영조 25년, 38세) 5월, 후릉참봉(厚陵參奉)에 제수되나 부임하지 않음, 11월에 종9품 장사랑 만녕전참봉(萬寧殿參奉)에 제수됨, 12월 부임
- 1750년(영조 26년, 39세) 8월, 정9품 종사랑이 됨, 10월 종4품 조봉대부 품계에 오름
- 1751년(영조 27년, 40세) 2월, 의영고 종8품 봉사로 승진하고 정4품 봉렬대부로 품계가 오름, 5월에 종3품 중훈대부가 됨
- 1753년(영조 29년, 42세) 10월, 귀후서 6품 별제로 승진함
- 1754년(영조 30년, 43세) 2월, 사헌부의 정6품 감찰에 임명됨
- 1759년(영조 35년, 48세), 《동사강목(東史綱目)》 완성
- 1765년(영조 41년, 54세) 7월 제용감 종6품 주부에, 8월에 의금부 종5품 도사에 각각 제수되나 모두 병으로 부임하지 않음
- 1772년(영조 48년, 61세) 5월, 세자익위사 정6품 익찬에 제수되어 7월까지 서연에 참여함 (정조 임금을 교육함)
- 1773년(영조 49년, 62세) 12월, 세자익위사 종6품 위솔에 제수됨 (이듬해 7월까지 서연에 참여함)
- 1775년(영조 51년, 64세) 윤10월, 종6품 회인현감에 제수되었으나 곧 면직됨 (관찰사가 전직 관원의 유임을 청함), 11월에 영조 임금의 〈비망기〉를 받음. 11월 13일에 받은 〈비망기〉 내용은 다음과 같다.

(세자시강원 정2품 빈객) 이의철(李宜哲)이 아뢴 바에 따라 대신(大臣, 삼정승)에게 물어서 계방(桂坊, 세자익위사)의 좌목(座目, 명단)을 가져다 보니, 그 가운데 김이안(金履安)은 고(故) 찬선 김원행(金元行)의 아들인데 이 사람에 대해서는 내가 이미 생각하고 있었으며, 안정복(安鼎福), 이겸진(李謙鎭)에 대해서는 영의정이 칭찬하였다. 김이안이 입직하고 있으므로 내가 막 불러서 보았다. 이 하교를 정서한 다음 세손궁(世孫宮)에 들여서 어린 아들로 하여금 이것을 보고서 서연을 열어 소대(召對)할 때 반드시 학문을 토론하도록 하라. 이 역시 동궁을 위하여 한 가지 도움이 될 것이다. 이번 계방은 이조에서 과연 잘 가려 뽑았다. 이후로도 역시 각별하게 가려 뽑도록 하라.

- 1776년(영조 52년, 65세) 9월, 종6품 목천현감에 제수됨 (10월에 부임함)
- 1779년(정조 3년, 68세) 6월, 목천현감에서 사직함 (관찰사에게 여러 차례 사직서를 올릴 끝에 허락을 받음)
- 1781년(정조 5년, 70세) 12월, 돈녕부 종6품 주부에 임명되나 부임하지 않음
- 1783년(정조 7년, 72세) 8월, 종5품 헌릉령에 제수됨
- 1784년(정조 8년, 73세) 5월에 의빈부 종5품 도사가 되고 7월에 세자익위사 익찬이 됨, 9월에 미천서원(眉泉書院) 부원장이 됨
- 1789년(정조 13년, 78세) 1월, 당상관인 정3품 통정대부 품계에 오름 (관직에 나온 지 40년이 된 공로), 8월에 첨지중추부사가 됨
- 1790년(정조 14년, 79세) 6월, 종2품 가선대부 품계에 오름 (원자 탄생을 축하하는 승진), 7월에 광성군(廣成君)을 습봉함[7]
- 1791년(정조 15년, 80세) 6월에 병이 나고 7월 20일 오시(午時)에 세상을 떠남 (9월 4일에 장사 지냄)
- 1801년(순조 1년) 9월, 정2품 자헌대부 의정부좌참찬 겸 지의금부사 오위도총부도총관 광성군에 추증됨
- 1871년(고종 8년) 3월 16일, '문숙(文肅)'이라는 시호가 내려짐[8]

## 저서 및 작품

### 저서
- 《순암집》, 《상헌수필》, 《홍범연의》, 《희현록》, 《하학지남 (下學指南)》,《임관정요 (臨官政要)》, 《잡동산이 (雜同散異》, 《성호사설유선 (星湖僿說類選)》 등
- 역사서 : 《동사강목 (東史綱目)》, 《열조통기 (列朝通紀)》, 《계갑일록 (癸甲日錄)》
- 예론서 : 《가례집해 (家禮集解)》
- 천주교 비판서 : 《천학고 天學考)》, 《천학문답 (天學問答)》, 《천학혹문(天學或問)》

### 소설
- 《여용국전》(女容國傳)

### 작품
- 반계유형원행장

## 가족 관계
- 조부 : 안서우(安瑞羽, ? ~ 1735년 11월)
- 조모 : 홍씨(洪氏, ? ~ 1741년 6월)
  - 부 : 안극(安極, 1696년 6월 3일 ~ 1754년 2월)
  - 모 : 전주(全州, 1694년 윤5월 6일 ~ 1767년 8월 5일) 이씨(李氏) - 이익령(李益齡)의 따님
    - 본인 : 안정복
    - 아내 : 창녕(昌寧) 성씨(成氏, 1709년 ~ 1775년 1월), 성순(成純)의 따님
      - 아들 : 안경증(安景曾, 1732년 1월 ~ 1777년 3월), 1762년 생원 합격
      - 며느리 : 파평(坡平) 윤씨(尹氏) - 윤동열(尹東說)의 따님
        - 손자 : 안철중(安喆重)

      - 며느리(재취) : 밀양(密陽) 박씨(朴氏) - 박지종(朴志宗)의 따님
      - 딸 : 광주(廣州) 안씨(安氏)
      - 사위 : 권일신(權日身)

    - 여동생 : 남편 오석신(吳錫信)
      - 조카 : 오순(吳珣), 이세연(李世延)의 따님과 혼인

    - 남동생 : 안재득(安再得), 5살에 요절
    - 막내동생 : 안정록(安鼎祿), 박사정(朴思正)의 따님과 혼인
      - 조카 : 안경연(安景淵), 이명복(李命復)의 따님과 혼인
- 장인 :성순(成純)
- 장모 : 경주김씨(慶州金氏)

## 사상, 학문적 치적
경종 1년(1721)에 학문의 길에 들어섰고, 35세 때 이익의 문하에 들어가면서 학문의 목표를 경세치용(經世致用)에 두고 이를 위해 진력하였다. 영조 25년(1749)에 만령전(萬寧殿) 참봉(參奉)에 부임한 것을 시작으로, 내직으로는 감찰·익위사익찬(翊衛司翊贊)을 역임하였고, 외직으로는 65세 때에 목천현감(木川縣監)을 지냈다. 그의 학문은 이익의 가르침을 받는 한편, 성호학파의 여러 학자들과 어울려서 경세치용의 구체적인 모색을 위한 사상적인 정립을 모색하여 갔다. 이러한 사상적 성과는 ≪순암선생문집(順庵先生文集)≫ 30권 15책을 비롯한 많은 저술로서 집대성되었다.
스승 이익의 문하를 나선 뒤에도 오래도록 이익의 가르침을 받는 한편, 성호학파(星湖學派)와 성호학파 이외의 남인실학자, 남인 성리학자들과도 두루 교류하고 어울리면서 토론하고 서신을 주고받는 등 학문적 교환을 하며 자신의 사상적 영역을 넓혀나갔으며, 교육, 학문연구 외에도 경세치용의 구체적인 모색을 위한 사상적 정립을 해나가게 된다. ≪하학지남≫ 은 주자의 ≪소학≫ 을 모방한 것으로 저술의 기본이념은 ‘ 하학이상달(下學而上達) ’ 이라고 밝히면서 하학의 중요성을 강조하였다. 즉, 학행일치(學行一致)를 통해 조선 후기 양반사회의 공리공담의 이기논쟁을 직 · 간접으로 반박하였다.
그의 저술로는 ≪순암선생문집(順庵先生文集)≫ 30권 15책 외에도 《하학지남 (下學指南)》,《임관정요 (臨官政要)》, 《가례집해 (家禮集解)》, 《잡동산이 (雜同散異》, 《성호사설유선 (星湖僿說類選)》, 역사서인 《동사강목 (東史綱目)》, 《열조통기 (列朝通紀)》, 《계갑일록 (癸甲日錄)》 등을 남겼다. 동사강목, 계갑일록 외에도 《잡동산이 (雜同散異》, 《성호사설유선 (星湖僿說類選)》 등도 안정복을 이해하는 데 빼놓을 수 없는 책들로 간주된다.

### 기독교 비판
실학과 성리학 사이를 오가던 그는 천주교에 적대적이었다. 그는 천주교가 사람들을 미혹하게 하고, 성호학파나 그밖의 남인실학, 성리학자들 중 천주교를 신봉하는 자들에게 공격을 취하였다. 그에 의하면 현실에서의 삶도 이해하지 못하는데 사후 세계를 말하며 사람들을 혹세무민한다는 것이다. 1785년의 《천학고 (天學考)》와 《천학문답 (天學問答)》의 저술은 천주교의 배척을 위한 논리적인 무장이었다. 그리고 이기양·권철신 등에게 양명학에도 깊은 관심을 갖자 이들에게 서찰을 보내 양명학의 이단성과 불확실성을 경계하였다.
다른 한편으로는 계속해서 문인들의 천주교 입교를 막는 한편, 천주교 교리의 이단성과 반사회성을 서찰로서 간곡히 설득, 이해시키려고 하였다. 《천학고 (天學考)》·《천학문답 (天學問答)》에서 그는 그의 주변을 위협하였던 천주교의 박해를 당연한 것으로 인식했다. 이는 남인을 떠나 안정복과 같은 전통적 조선시대 사대부들이 서학(西學)을 어떻게 보고 있었는가에 대한 인식을 살펴보는 데 중요한 저술이기도 하다.

### 성리학적 지식
그는 원시 유교와 주자학의 지식도 많이 알고 있었고, 해석, 번역에도 능하였다. 1767년(영조 43년)에는 세자시강원의 궁료로 있으면서 이관(李灌)·한용화·박사형·이겸진·심정진·임정주 등과 함께 영조의 명으로 《주자대전》과 《주자어류》를 받아 그 장구(章句)를 정하고 의심스런 뜻을 해석하며 그 언독(諺讀)을 기록하고 내용을 해석하는데 참여하였다.

## 기타
그는 발해사를 최초로 한국의 역사로 보았다. 이러한 그의 경향은 유득공의 발해고로 이어지게 된다. 그러나 고구려-발해-고려만을 정통으로 보지 않고 신라 역시 정통으로 보는 등의 균형적인 시각을 유지하려고 노력하였다.
그의 저작 중 《잡동산이 雜同散異》는 훗날의 잡동사니라는 단어의 어원이 되기도 했다. 저서 중 《임관정요》는 후학인 정약용(丁若鏞)의 저서 《목민심서 (牧民心書)》의 저술에 영향을 주었다.

## 같이 보기
| - 실학 - 성리학 - 성호사설 - 이익 - 신후담 - 채제공 - 정약용 - 정약종 - 정약전 - 이벽 - 권철신 - 이가환 - 이중환 - 오상렴 - 강박 - 이서우 - 유형원 - 심대윤 | - 남인 - 동사강목 - 예송 - 무고의 옥 - 이인좌의 난 - 유득공 - 유수원 - 윤증 - 허목 - 윤휴 - 허적 |

## 참고 자료
- 안정복:네이트 한국학[깨진 링크(과거 내용 찾기)]

 본 문서에는 서울특별시에서 지식공유 프로젝트를 통해 퍼블릭 도메인으로 공개한 저작물을 기초로 작성된 내용이 포함되어 있습니다.

## 참고 문헌
- 박영규, 《한권으로 읽는 조선왕조실록》 (들녘, 1996)
- 박은봉, 《한국사 100 장면》 (가람기획, 1993)
- 심영준, 《순암 안정복연구》(일지사, 1985),
- 강세구, 동사강목연구(민족문화사, 1994)
- 강세구, 순암 안정복의 학문과 사상연구(혜안, 1996)
- 이원순, 〈安鼎福의 天學論考〉, 《이해남화갑기념 사학논총》
- 이구용, 〈순암 안정복의 생애와 사상〉, 강원대학교, 《강원대학논문집 6》 (강원대학교, 1972),
- 최동희, 《愼後聃 · 安鼎福의 西學批判에 관한 硏究:고려대학교 박사학위논문》(고려대학교, 1976)
- 반윤홍, 〈순암 안정복의 향촌자위론연구〉 국방부, 《軍史 5》 (국방부전사편찬위원회, 1982),
- 김세윤, 〈안정복의 열조통기에 대한 일고찰〉, 부산여자대학교, 《부산여대사학 3》, (부산여자대학교, 1985)
- 김세윤, 〈순암 안정복의 조선시대인식-열조통기의 사론을 중심으로〉, 부산여자대학교, 《부산여대사학 4》, (부산여자대학교, 1986)
- 황원구, 〈안정복〉, 《한국시민강좌 6》(일조각, 1990)
- 안승준, 〈광주안씨 고문서해제〉, 한국정신문화연구원, 《고문서집성 8》(한국정신문화연구원, 1990)